# Podcerkev
Podcerkev je vas ob cesti Dane - Stari trg, v občini Loška dolina. V Podcerkvi se je rodil Matevž Hace, revolucionar, partizanski komisar in pisatelj, ter njegov brat Tone Hace, znan slovenski tolovaj. V vasi sta pokopana pesnica Marička Žnidaršič in slikar Lojze Perko. Iz Podcerkve pa je tudi Benjamin Žnidaršič, slikar tetraplegik, pesnik in pisatelj, ki v Podcerkvi trenutno tudi ustvarja.

## Prebivalstvo
Etnična sestava 1991:
- Slovenci: 123 (91,8 %)
- Hrvati: 4 (3 %)
- Neznano: 7 (5,2 %)